# Нут
Нут е древноегипетска богиня на небето. Считана е за майка на всички небесни тела.
| W24 · t · N1 |

| W24 · t · N1 |

Според космогонията от Хелиополис, тя е едно от деветте основни божества (т. нар. Енеада). Дъщеря е на Шу и Тефнут, съпруга и сестра на Геб (бога на земята). Нут и Геб имат пет деца – Озирис, Хор, Изида, Сет и Нефтида.
В различните митове Нут е приемана за внучка, дъщеря или съпруга на Ра (бог на слънцето). Разпространен е и мит, според който всяка вечер Нут поглъща слънцето, за да го роди отново на следващата сутрин.
Нут е изобразявана като гола жена, чието тяло е обсипано със звезди. Тя е извита като дъга, с лице към земята, опирайки се на четирите си крайници. Често е представена заедно с Геб, който лежи под нея.
Нут е изобразявана още като гигантска крава, свиня и смокиново дърво.

## Виж още
- Древноегипетски мит за сътворението от Хелиополис